# Сілецьке
Сіле́цьке — заповідне урочище місцевого значення в Україні. Розташоване на території Ямницької сільської громади Івано-Франківського району Івано-Франківської області, на північ від села Сілець.
Площа 10 га. Статус отриманий у 1983 році. Перебуває у віданні Сілецької сільської ради.
Статус надано для збереження болотного природного комплексу, де зростають цінні водно-болотні угруповання — високотрав'яні з очеретом звичайним, рогозом широколистим і рогіз вузьколистим, очеретом лісовим, аїром звичайним. 